# Aniki Bóbó
Aniki Bóbó è un film del 1942 diretto da Manoel de Oliveira.
Ambientato nel quartiere della Ribeira di Porto (Portogallo), narra la storia di alcuni ragazzini di strada, ovvero che passano la maggior parte del tempo aggregati in banda, caratteristica comune dei tempi. che si contendono le simpatie di una giovane ragazzina. Lo stile è semi-documentaristico, ed è girato con attori non professionisti. Trasportato nel mondo dell'adolescenza, riflette tutte le contraddizioni del mondo degli adulti.
È uno dei primissimi esempi di quella prospettiva "neorealista" che caratterizzerà molti film degli anni quaranta con protagonisti gruppi di ragazzi di strada, da Sciuscià (1946) a Proibito rubare (1948).
Il film, «oramai dimenticato», viene proiettato il 19 dicembre del 1945 al Cineclub di Oporto, fondato in Portogallo nel 1945, caratterizzato «dall'influenza del neorealismo e del PCP», che si sviluppa «soprattutto a partire dal 1951». Nel 1955 Manoel de Oliveira «è oggetto per la prima volta di un omaggio promosso al cineclub di Estremoz. (...). In breve, si consacrerà la tesi per cui Aniki-Bóbó è "un precursore" del neorealismo italiano». Manoel de Oliveira diventa l'autore di riferimento dei cineclub che nello stesso 1955 si organizzeranno per il loro primo incontro nazionale.

## Trama
Le vedute della città fanno da scenografia alla banda di bambini in crescita visti attraverso desideri, bramosie, volontà di potenza e, nel caso di Teresinha, gestione della propria bellezza. Una bambola esposta in una vetrina del negozio chiamato Lojas das tentações diventa, nel film, l'oggetto attraverso il quale si manifesta il carattere di Carlitos, uno degli innamorati dell'unica bambina della banda. Lunatico, poetico e sognatore così come viene subito presentato, Carlitos  perde tempo a cantare la filastrocca di Aniki Bobo e contemporaneamente gioca  con un pupazzo di terracotta meccanico che poi casca in terra e va in frantumi  mentre sta facendo tardi per andare a scuola. In strada non fa attenzione alle auto, al poliziotto cui  sta per andare a sbattere contro o al lampione piantato nei pressi del marciapiede. Carlitos ruba la bambola che non riesce ad acquistare dopo aver rotto il salvadanaio in quanto i soldi non gli sono sufficienti. Porterà la bambola a Teresinha nel cuore della notte arrivando alla sua camera da letto camminando da un tetto all'altro. Eduardito, il capobanda, per conquistare l'attenzione della bambina e l'ammirazione degli altri usa  altri metodi, si picchia con Carlitos che sente il rivale più irriducibile, anche come visione della vita, costruisce un aquilone ma resta con i piedi per terra per esempio. Allo stesso negozio Lojas das tentações va per acquistare la carta velina per rivestire l'oggetto volante, ha i soldi sufficienti per acquistarla e quando esce dal negozio rivolge al bonario e burbero negoziante una pesante invettiva ovvero che, data l'età, al suo funerale sarebbe andato certamente. A questo punto l'enigmatica scena iniziale del treno che passa e del bambino che vi precipita fermandosi a un soffio dalle rotaie è sciolta e viene ripetuta. Eduardito è grave, destino innaturale dopo la battuta fatta al commerciante che infatti la commenta tristemente. Carlitos confessa il furto della bambola e la restituisce al negoziante che rivela la sua ammirazione per tutti quei mascalzoni, mettendoli tra l'altro a confronto col suo goffo commesso. 